# 舍雷爾伍德 (科羅拉多州)
舍雷爾伍德（英語：Sherrelwood）是位於美國科羅拉多州亞當斯縣的一個人口普查指定地區。

## 地理
舍雷爾伍德的座標為39°50′27″N 105°00′06″W / 39.84083°N 105.00167°W，而該地最高點為海拔高度1613米（即5292英尺）。

## 人口
根據2010年美國人口普查的數據，舍雷爾伍德的面積為6.35平方千米，當中陸地面積為6.29平方千米，而水域面積為0.06平方千米。當地共有人口18287人，而人口密度為每平方千米2,879人。